# 23307 Алексрамек
23307 Алексрамек (2001 AG20, 1989 VY4, 1989 XF2, 23307 Alexramek) — астероїд головного поясу, відкритий 2 січня 2001 року.
Тіссеранів параметр щодо Юпітера — 3,569.